# Satta Sheriff
Satta Fatumata Sheriff (Fulmah, Bongmines, 12 de abril de 1998) es una activista liberiana defensora de los derechos humanos, fundadora y directora ejecutiva de Action for Justice and Human Rights (AJHR), una ONG que trabaja para exigir el acceso a la justicia y el respeto de los derechos humanos en Liberia. Es una de las cien personas jóvenes más influyentes de África, líder de los Objetivos de Desarrollo Sostenible de las Naciones Unidas y ex presidenta del Liberian Children's Parliament. 

## Biografía
Satta nació el 12 de abril de 1998 durante la Guerra Civil de Liberia en el condado montañoso de Bong, distrito de Fulmah, Bongmines. Comenzó la educación primaria a los seis años y su defensa de los derechos humanos a los 9 cuando en su comunidad iban a casar a una niña de 13 años con un hombre de 39. Ella se involucró en el caso hablando con los padres de la niña y el líder del clan, deteniendo así el matrimonio. Desde entonces trabaja  para exigir el acceso a la justicia y el respeto de los derechos humanos en Liberia.

## Trayectoria
A los 13 años, se convirtió en educadora de pares para crear conciencia sobre el efecto del estigma y la discriminación en los niños y adolescentes afectados por el VIH/SIDA en Liberia. Dirigió un equipo de niñas adolescentes bajo el lema “Hijas de los Reyes” para educar a otras adolescentes sobre salud sexual reproductiva; explotación y abuso sexual; acoso; embarazo adolescente; abuso infantil; violación, medidas preventivas y modos de transmisión del VIH, ITS y ETS en la ciudad de Kakata, condado de Margibi.
Cuando a principios de 2017, una niña de 13 años fue presuntamente violada y embarazada por un legislador, Satta, junto a otras personas, se implicó en la investigación por la cual el violador fue arrestado y su caso llevado a los tribunales. En 2016, Satta fue cofundadora del Comité de Acción Conjunta sobre la Infancia (JACC, en inglés) para defender y proteger los derechos de la infancia en Liberia. A través de JACC, promovió una campaña nacional para condenar a los asesinos de dos menores liberianos (Alvin Moses y Ruben Paye) que fueron asesinados misteriosamente en 2015. Desde 2016, Satta ha representado en diferentes ocasiones a las niñas y niños de Liberia  ante las Naciones Unidas en Nueva York y la Unión Africana para defender los derechos de los niños y las niñas en el ámbito internacional.
A principios de 2016, recibió el premio Diana Princess of Wales Active Campaigner Award por defender los derechos de la infancia y garantizar espacios seguros para niñas y niños en Liberia.
En 2015 fue elegida como la primera mujer presidenta del Liberian Children's Parliament  por los niños de  quince años de las subdivisiones políticas de Liberia. Como voz oficial de los niños y niñas  liberianos, Satta ha hecho recomendaciones en su nombre representándolos en los distintos ámbitos  locales, nacionales e internacionales.
En 2016, fue nombrada Premio a la adolescente más influyente de Liberia por su defensa y sus posturas en los asuntos nacionales.
Durante la crisis del Ébola en Liberia, en 2015, Satta puso en marcha el programa de radio "Kids and U" en Radio Joy Africa 97.5 MHz, de la ciudad de Kakata, condado de Margibi. El objetivo de este programa era promover los derechos de la infancia y ofrecer un espacio para hablar sobre los problemas que les afectan socialmente.
Después del Ébola, Satta desarrolló un proyecto que acabó convirtiéndose en una campaña con el título "Your Support, Our Future" (Tu apoyo, nuestro futuro) para solicitar material escolar para los huérfanos, especialmente estudiantes afectados por la enfermedad del virus del Ébola.

## Reconocimientos
- 2021: Premio a la diversidad Lillian Franklin.
- 2020: 100 Most Influential Young Africans.
- 2019: Most Prominent Youth Advocate of the year, Liberia.
- 2017: World Foundation Inc. Impacting Young Female Leader in Africa.
- 2016: Most Influential Teenager and influential Child Rights Advocate.[6]
- 2016: Diana Princess of Wales International Awards.
- 2016: Student Council Government, St Edward Catholic School, Monrovia Liberia most Outstanding Young Female Advocate.
- 2016: Liberia Inter-High School Debate competition Most Valuable Player (MVP) y uno de los oradores más elocuentes.[7]
- 2015: Mejor locutor adolescente del Condado de Margibide. de  Periodistas del Condado de Margibi y la Iglesia Cristiana Redeem Life, Ciudad de Kakata.